# Haplogonaria stradbrokensis
Haplogonaria stradbrokensis är en plattmaskart som beskrevs av Hooge 2003. Haplogonaria stradbrokensis ingår i släktet Haplogonaria och familjen Haploposthiidae. Inga underarter finns listade i Catalogue of Life.